# Ábel Szocska
Ábel Antal Szocska  (în ucraineană Авель Анталь Сочка, transliterat: Avel Antal Socika; n. 24 septembrie 1972, Vînohradiv, RSS Ucraineană, URSS) este un episcop greco-catolic maghiar de origine ucraineană.